# Six Jours d'Adélaïde
Les Six Jours d'Adélaïde sont une course cycliste de six jours disputée à Adélaïde, en Australie. Six éditions sont organisées de 1960 à 1967.

## Palmarès
| Année | Vainqueur                     | Deuxième                          | Troisième                        |
| ----- | ----------------------------- | --------------------------------- | -------------------------------- |
| 1960  | John Green John Young         | Peter Panton Claus Stiefler       | Ron Grenda Fred Roche            |
| 1961  | Keith Reynolds Colin Shaw     | John Green Barry Vale             | John Adams Jack Sommer           |
| 1962  | Giuseppe Ogna Nino Solari     | Dennis Patterson Sydney Patterson | Warwick Dalton Trevor Skinner    |
| 1963  | Nino Solari Sydney Patterson  | Frank Micich John Tressider       | Harry Gould Neville Veale        |
| 1964  | Non-disputés                  |                                   |                                  |
| 1965  | Leandro Faggin Jack Ciavola   | Ferdinando Terruzzi Nino Solari   | Charly Walsh John Young          |
| 1966  | Non-disputés                  |                                   |                                  |
| 1967  | Charly Walsh Sydney Patterson | Robert Ryan Jack Ciavola          | Sergio Bianchetto Leandro Faggin |